# Centime (euro)
euro cent
Pour les articles homonymes, voir Cent et Noms et divisions nationales de l'euro.

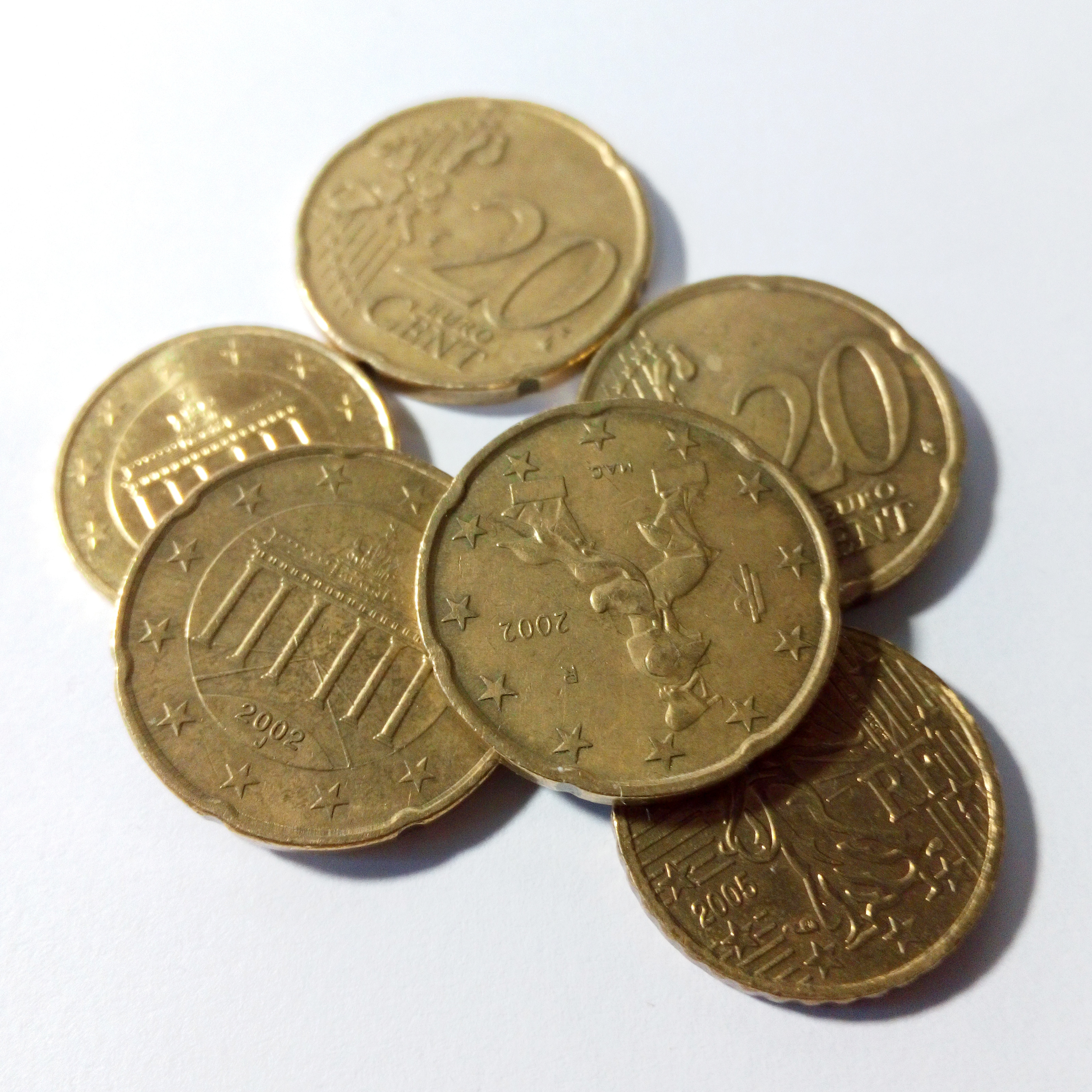
Petit assortiment de centimes

Un centième d'euro s'appelle euro cent ou simplement cent. En France, l'appellation officielle est centime (article L.111-1 du Code monétaire et financier). Tout comme pour d'autres monnaies, le cent est l'unité monétaire divisionnaire de l'euro.

## Orthographe
Orthographe officielle des termes « euro » et « cent », nom de la monnaie unique européenne dans les différentes langues officielles de l'Union.
| Langue      | Quantité            | Quantité                       | Nom                  | Nom                    |
| Langue      | Singulier           | Pluriel                        | Singulier            | Pluriel                |
| ----------- | ------------------- | ------------------------------ | -------------------- | ---------------------- |
| Allemand    | 1 Euro 1 Cent       | 100 Euro 100 Cent              | der Euro der Cent    | die Euros die Cents    |
| Anglais     | 1 euro 1 cent       | 100 euro/euros 100 cent/cents  | euro cent            | euros cents            |
| Danois      | 1 euro 1 cent       | 100 euro 100 cent              | euroen centen        | euroene centene        |
| Espagnol    | 1 euro 1 cent       | 100 euros 100 cents            | el euro el céntimo   | los euros los céntimos |
| Finnois     | 1 euro 1 sentti     | 100 euroa 100 senttiä          | euro sentti          | eurot sentit           |
| Français    | 1 euro 1 centime    | 100 euros 100 centimes         | l'euro le centime    | les euros les centimes |
| Grec        | 1 ευρώ 1 λεπτό      | 100 ευρώ 100 λεπτά             | τo ευρώ λεπτό        | τα ευρώ λεπτά          |
| Italien     | 1 euro 1 centesimo  | 100 euro 100 centesimi         | l'euro il centesimo  | gli euro i centesimi   |
| Néerlandais | 1 euro 1 cent       | 100 euro 100 cent              | de euro de cent      | de euro's de centen    |
| Portugais   | 1 euro 1 cêntimo    | 100 euros 100 cêntimos         | o euro o cêntimo     | os euros os cêntimos   |
| Roumain     | 1 euro 1 (euro)cent | 100 de euro 100 de (euro)cenți | euro-ul (euro)centul | euro (euro)cenții      |
| Suédois     | 1 euro 1 cent       | 100 euro 100 cent              | euron centen         | eurorna centen         |

L'abréviation officielle de l'euro est, selon la norme ISO 4217, « EUR » dans toutes les langues. Il n'existe pas d'abréviation officielle ni de symbole pour « cent », mais « c », « c€ », « €c » et « ct » sont généralement utilisés, on voit également l'utilisation du symbole cent de dollar « ¢ » dans certains documents.

## Le cas de la France
Le terme « euro », qui désigne la monnaie européenne, doit, en français, prendre la marque du pluriel, conformément à l’usage qui prévaut dans cette langue pour les noms communs.
Le terme « cent », qui désigne la subdivision de la monnaie européenne, doit, en français, prendre la marque du pluriel, conformément à l'usage qui prévaut dans cette langue pour les noms communs.
Comme préconisé par la Commission générale de terminologie et le Conseil national de la consommation, pour éviter des homonymies gênantes pour la compréhension et donc l'usage commode de la monnaie, le terme « centime » doit être utilisé en France. D'ailleurs l'article L.111-1 du Code monétaire et financier dispose que : « La monnaie de la France est l'euro. Un euro est divisé en cent centimes. ». Pour les mêmes raisons que pour le nom « euro » (cf. ci-dessus), l'expression « EURO CENT » figure, invariable, (en capitales et sur deux lignes, avec une police de caractères plus grande pour CENT que pour EURO) sur le côté pile des pièces.
Ainsi, sur les pièces, par exemple, de 5 centimes, il est écrit 5 EURO CENT, mais on dit couramment 5 centimes. Pour parler d'une somme de 500,05 €, on ne dit pas cinq cents euros et cinq cents, mais cinq cents euros et cinq centimes. Le mot cent est essentiellement utilisé dans les langues étrangères comme, en allemand, dans fünfhundert Euro und fünf Cent.

## En Belgique francophone
En Belgique, le Conseil supérieur de la langue française recommande également l'utilisation du terme « centime ». L'influence flamande contribuerait néanmoins à la diffusion de « cent » chez les francophones.

## Le cas de l'Espagne, de l'Italie et du Portugal
On appelle le centième d'euro céntimo en Espagne, cêntimo au Portugal et centesimo en Italie. Ces trois cas sont donc similaires au choix français.